# Болбрайди
Болбрайди (англ. Balbridie) — археологический памятник — крупный деревянный дом эпохи неолита, обнаруженный в графстве Абердиншир в Шотландии. Находится на юге Дисайда около шоссе B9077. Это одно из наиболее ранних постоянных поселений эпохи неолита в Шотландии, датируется периодом 4000 — 3400 гг. до н. э.
Памятник в Болбрайди был обнаружен лишь в 1976 году, когда при фотографировании с воздуха были обнаружены неоднородности в посевах, свидетельствующие о скрытом под ними крупном сооружении. Последующие археологические раскопки дали представление об огромном деревянном сооружении. Были обнаружены крупные облицованные деревом отверстия для свай.
Вблизи Болбрайди находятся ряд других важных археологических памятников, включая Бьюкарн (англ. Bucharn) эпохи неолита. Археолог Уотт отмечал, что в данной местности Шотландии в древности плотность населения была необычайно высокой, возможно, здесь находилось место наиболее раннего заселения Шотландии.